# Sport-Club Freiburg 2002-2003
Questa voce raccoglie le informazioni riguardanti il Sport-Club Freiburg nelle competizioni ufficiali della stagione 2002-2003.

## Stagione
Nella stagione 2002-2003 il Friburgo, allenato da Volker Finke, concluse il campionato di 2. Bundesliga al 1º posto e fu promosso in Bundesliga. In Coppa di Germania il Friburgo fu eliminato agli ottavi di finale dal Kaiserslautern.

## Rosa
| N. |                                 | Ruolo | Calciatore         |
| -- | ------------------------------- | ----- | ------------------ |
| 1  | Germania (bandiera)             | P     | Richard Golz       |
| 2  | Germania (bandiera)             | D     | Daniel Schumann    |
| 4  | Germania (bandiera)             | C     | Andreas Zeyer      |
| 5  | Svizzera (bandiera)             | D     | Oumar Kondé        |
| 6  | Bosnia ed Erzegovina (bandiera) | C     | Zlatan Bajramović  |
| 7  | Georgia (bandiera)              | C     | Levan Tskitishvili |
| 8  | Serbia e Montenegro (bandiera)  | C     | Michael Aničić     |
| 9  | Georgia (bandiera)              | A     | Aleksandr Iashvili |
| 10 | Georgia (bandiera)              | C     | Levan K'obiashvili |
| 12 | Mali (bandiera)                 | C     | Soumaila Coulibaly |
| 13 | Germania (bandiera)             | D     | Stefan Müller      |
| 14 | Francia (bandiera)              | A     | Abder Ramdane      |

| N. |                           | Ruolo | Calciatore              |
| -- | ------------------------- | ----- | ----------------------- |
| 15 | Svizzera (bandiera)       | D     | Bruno Berner            |
| 16 | Germania (bandiera)       | D     | Lars Hermel             |
| 17 | Mali (bandiera)           | D     | Boubacar Diarra         |
| 18 | Russia (bandiera)         | C     | Vladimir But            |
| 20 | Rep. del Congo (bandiera) | A     | Rolf-Christel Guié-Mien |
| 22 | Germania (bandiera)       | C     | Sascha Riether          |
| 24 | Germania (bandiera)       | P     | Timo Reus               |
| 26 | Germania (bandiera)       | C     | Jan Männer              |
| 29 | Germania (bandiera)       | C     | Tobias Willi            |
| 33 | Ghana (bandiera)          | A     | Ibrahim Tanko           |
| 36 | Germania (bandiera)       | P     | Julian Reinard          |
| 38 | Germania (bandiera)       | D     | Benjamin Kruse          |

## Organigramma societario
Area tecnica
- Allenatore: Volker Finke
- Allenatore in seconda: Karsten Neitzel, Achim Sarstedt
- Preparatore dei portieri:
- Preparatori atletici:

## Calciomercato

### Sessione estiva
| Acquisti | Acquisti          | Acquisti            | Acquisti |
| R.       | Nome              | da                  | Modalità |
| -------- | ----------------- | ------------------- | -------- |
| C        | Michael Aničić    | Hapoel Haifa        |          |
| C        | Zlatan Bajramović | St. Pauli           |          |
| D        | Bruno Berner      | Grasshoppers        |          |
| C        | Sascha Riether    | Friburgo (juniores) |          |

| Cessioni | Cessioni        | Cessioni       | Cessioni |
| R.       | Nome            | da             | Modalità |
| -------- | --------------- | -------------- | -------- |
| A        | Régis Dorn      | Amiens         |          |
| P        | Manuel Schoppel | Schweinfurt 05 |          |
| C        | Ferydoon Zandi  | Lubecca        |          |

### Sessione invernale
| Acquisti | Acquisti                | Acquisti              | Acquisti |
| R.       | Nome                    | da                    | Modalità |
| -------- | ----------------------- | --------------------- | -------- |
| A        | Rolf-Christel Guié-Mien | Eintracht Francoforte |          |

| Cessioni | Cessioni        | Cessioni            | Cessioni |
| R.       | Nome            | da                  | Modalità |
| -------- | --------------- | ------------------- | -------- |
| C        | Fabian Gerber   | St. Pauli           |          |
| C        | Florian Bruns   | Union Berlino       |          |
| A        | Adel Sellimi    | Club Africain       |          |
| C        | Giorgi Kiknadze | Sp'art'ak'i Tbilisi |          |

## Risultati

### 2. Bundesliga

#### Girone di andata
| Arbitro: | Scheppe |

|  |           |                |
|  | Marcatori | 46’ Bajramović |

| Arbitro: | Aust |

|  |           |                          |
|  | Marcatori | 67’ Keller 90’ Guié-Mien |

| Arbitro: | Schalk |

|                  |           |                                                   |
| Bamba 56’ (rig.) | Marcatori | 20’ (rig.) K'obiashvili 48’ Bajramović 90’ Gerber |

| Arbitro: | Keßler |

|                       |           |             |
| Zeyer 10’ Ramdane 56’ | Marcatori | 47’ Kruppke |

| Arbitro: | Stark |

|  |           |                                        |
|  | Marcatori | 39’ Bajramović 77’ (rig.) K'obiashvili |

| Arbitro: | Gagelmann |

|                                                          |           |  |
| K'obiashvili 10’ (rig.) Ramdane 55’ Zeyer 80’ Müller 83’ | Marcatori |  |

| Magonza 30 settembre 2002, ore 20:15 CEST 7ª giornata | Magonza  | 0 – 0 referto | Friburgo | Stadion am Bruchweg (16 012 spett.)\| Arbitro: \| Albrecht \| |
| Arbitro:                                              | Albrecht |               |          |                                                               |

| Arbitro: | Fleischer |

|                                                  |           |          |
| Diarra 12’ Bajramović 18’ Ramdane 24’ Berner 87’ | Marcatori | 15’ Kern |

| Arbitro: | Trautmann |

|                 |           |  |
| Rietpietsch 40’ | Marcatori |  |

| Arbitro: | Wack |

|                         |           |                                   |
| K'obiashvili 35’ (rig.) | Marcatori | 7’, 32’, 40’ Frommer 20’ Hoffmann |

| Arbitro: | Pickel |

|  |           |               |
|  | Marcatori | 23’ Coulibaly |

| Arbitro: | Stark |

|            |           |  |
| Müller 41’ | Marcatori |  |

| Arbitro: | Strampe |

|              |           |               |
| Coulibaly 7’ | Marcatori | 18’ Policella |

| Arbitro: | Gagelmann |

|            |           |  |
| Scherz 17’ | Marcatori |  |

| Arbitro: | Steinborn |

|                                |           |             |
| Coulibaly 26’ Tskitishvili 42’ | Marcatori | 48’ Oslislo |

| Arbitro: | Fandel |

|           |           |                         |
| Fritz 15’ | Marcatori | 36’ (rig.) K'obiashvili |

| Arbitro: | Weiner |

|                                             |           |           |
| K'obiashvili 74’ (rig.), 87’ Bajramović 85’ | Marcatori | 39’ Drsek |

#### Girone di ritorno
| Arbitro: | Fröhlich |

|                      |           |             |
| Klitzpera 50’ (aut.) | Marcatori | 78’ Lanzaat |

| Arbitro: | Krug |

|           |           |               |
| Skela 66’ | Marcatori | 80’ Coulibaly |

| Arbitro: | Lange |

|                                                           |           |  |
| Bajramović 41’, 46’ Coulibaly 67’ K'obiashvili 84’ (rig.) | Marcatori |  |

| Arbitro: | Fleischer |

|                     |           |  |
| Zandi 51’ Kunze 89’ | Marcatori |  |

| Arbitro: | Trautmann |

|                          |           |  |
| Bajramović 13’ Willi 46’ | Marcatori |  |

| Arbitro: | Jansen |

|            |           |               |
| Ristić 25’ | Marcatori | 81’ Coulibaly |

| Arbitro: | Kemmling |

|                         |           |  |
| K'obiashvili 86’ (rig.) | Marcatori |  |

| Arbitro: | Wagner |

|  |           |                                             |
|  | Marcatori | 66’ Bajramović 83’ Ramdane 90’ Tskitishvili |

| Arbitro: | Meyer |

|                                                           |           |                            |
| Müller 16’ Coulibaly 20’ Iashvili 26’ Bajramović 37’, 52’ | Marcatori | 60’ Langeneke 88’ Beliakov |

| Arbitro: | Perl |

|  |           |                         |
|  | Marcatori | 7’ Berner 58’ Coulibaly |

| Arbitro: | Merk |

|                       |           |           |
| Nascimento 39’ (aut.) | Marcatori | 28’ Chris |

| Arbitro: | Wack |

|  |           |                |
|  | Marcatori | 90’ Bajramović |

| Arbitro: | Kinhöfer |

|                                                        |           |  |
| Surmann 9’ Eigler 45’ Reichel 62’ (rig.) Policella 85’ | Marcatori |  |

| Arbitro: | Steinborn |

|                                  |           |  |
| Bajramović 10’, 21’ Iashvili 68’ | Marcatori |  |

| Arbitro: | Rafati |

|            |           |                       |
| Lützler 4’ | Marcatori | 12’ Willi 70’ Ramdane |

| Arbitro: | Albrecht |

|                                                    |           |              |
| Iashvili 13’ K'obiashvili 58’ (rig.) Coulibaly 72’ | Marcatori | 53’ Labbadia |

| Arbitro: | Voss |

|                             |           |                             |
| Ebbers 15’, 65’ Wolters 45’ | Marcatori | 56’ Bajramović 87’ Iashvili |

### Coppa di Germania
| Arbitro: | Kemmling |

|           |           |                                        |
| Lesch 15’ | Marcatori | 2’ Männer 16’ Tskitishvili 44’ Ramdane |

| Arbitro: | Wagner |

|                                   |           |  |
| Coulibaly 8’ Männer 40’ Zeyer 54’ | Marcatori |  |

| Arbitro: | Kinhöfer |

|                       |           |  |
| Ramzy 64’ Lincoln 67’ | Marcatori |  |

## Statistiche

### Statistiche di squadra
| Competizione      | Punti | In casa | In casa | In casa | In casa | In casa | In casa | In trasferta | In trasferta | In trasferta | In trasferta | In trasferta | In trasferta | Totale | Totale | Totale | Totale | Totale | Totale | DR  |
| Competizione      | Punti | G       | V       | N       | P       | Gf      | Gs      | G            | V            | N            | P            | Gf           | Gs           | G      | V      | N      | P      | Gf     | Gs     | DR  |
| ----------------- | ----- | ------- | ------- | ------- | ------- | ------- | ------- | ------------ | ------------ | ------------ | ------------ | ------------ | ------------ | ------ | ------ | ------ | ------ | ------ | ------ | --- |
| 2. Bundesliga     | 67    | 17      | 12      | 3       | 2       | 38      | 16      | 17           | 8            | 4            | 5            | 20           | 16           | 34     | 20     | 7      | 7      | 58     | 32     | +26 |
| Coppa di Germania | -     | 1       | 1       | 0       | 0       | 3       | 0       | 2            | 1            | 0            | 1            | 3            | 3            | 3      | 2      | 0      | 1      | 6      | 3      | +3  |
| Totale            | 67    | 18      | 13      | 3       | 2       | 41      | 16      | 19           | 9            | 4            | 6            | 23           | 19           | 37     | 22     | 7      | 8      | 64     | 35     | +29 |

### Andamento in campionato
| Giornata  | 1 | 2  | 3 | 4 | 5 | 6 | 7 | 8 | 9 | 10 | 11 | 12 | 13 | 14 | 15 | 16 | 17 | 18 | 19 | 20 | 21 | 22 | 23 | 24 | 25 | 26 | 27 | 28 | 29 | 30 | 31 | 32 | 33 | 34 |
| --------- | - | -- | - | - | - | - | - | - | - | -- | -- | -- | -- | -- | -- | -- | -- | -- | -- | -- | -- | -- | -- | -- | -- | -- | -- | -- | -- | -- | -- | -- | -- | -- |
| Luogo     | T | C  | T | C | T | C | T | C | T | C  | T  | C  | C  | T  | C  | T  | C  | C  | T  | C  | T  | C  | T  | C  | T  | C  | T  | C  | T  | T  | C  | T  | C  | T  |
| Risultato | V | P  | V | V | V | V | N | V | P | P  | V  | V  | N  | P  | V  | N  | V  | N  | N  | V  | P  | V  | N  | V  | V  | V  | V  | N  | V  | P  | V  | V  | V  | P  |
| Posizione | 6 | 11 | 7 | 6 | 2 | 1 | 1 | 1 | 2 | 3  | 3  | 1  | 2  | 3  | 3  | 3  | 3  | 3  | 3  | 2  | 4  | 3  | 4  | 3  | 2  | 2  | 2  | 2  | 2  | 2  | 2  | 2  | 1  | 1  |

Legenda:

Luogo: C = Casa; T = Trasferta. Risultato: V = Vittoria; N = Pareggio; P = Sconfitta.

### Statistiche dei giocatori
!! colspan="4" | Totale

| Giocatore       | 2. Bundesliga | 2. Bundesliga | 2. Bundesliga | 2. Bundesliga | Coppa di Germania M. Aničić | Coppa di Germania M. Aničić | Coppa di Germania M. Aničić | Coppa di Germania M. Aničić | 4        | 0    | 1           | 0          | 1 | 0 | 0 | 0 | 5 | 0 | 1 | 0 |
| Giocatore       | Presenze      | Reti          | Ammonizioni   | Espulsioni    | Presenze                    | Reti                        | Ammonizioni                 | Espulsioni                  | Presenze | Reti | Ammonizioni | Espulsioni |   |   |   |   |   |   |   |   |
| Z. Bajramović   | 31            | 15            | 9             | 0             | 1                           | 0                           | 0                           | 0                           | 32       | 15   | 9           | 0          |   |   |   |   |   |   |   |   |
| B. Berner       | 31            | 2             | 2             | 0             | 3                           | 0                           | 2                           | 0                           | 34       | 2    | 4           | 0          |   |   |   |   |   |   |   |   |
| F. Bruns        | 1             | 0             | 0             | 0             | 1                           | 0                           | 0                           | 0                           | 2        | 0    | 0           | 0          |   |   |   |   |   |   |   |   |
| V. But          | 15            | 0             | 0             | 0             | 1                           | 0                           | 0                           | 0                           | 16       | 0    | 0           | 0          |   |   |   |   |   |   |   |   |
| S. Coulibaly    | 30            | 9             | 6             | 0             | 3                           | 1                           | 0                           | 0                           | 33       | 10   | 6           | 0          |   |   |   |   |   |   |   |   |
| B. Diarra       | 24            | 1             | 4             | 0             | 2                           | 0                           | 0                           | 0                           | 26       | 1    | 4           | 0          |   |   |   |   |   |   |   |   |
| F. Gerber       | 1             | 1             | 0             | 0             | 0                           | 0                           | 0                           | 0                           | 1        | 1    | 0           | 0          |   |   |   |   |   |   |   |   |
| R. Golz         | 34            | 0             | 2             | 0             | 3                           | 0                           | 0                           | 0                           | 37       | 0    | 2           | 0          |   |   |   |   |   |   |   |   |
| R. Guié-Mien    | 15            | 0             | 0             | 0             | 0                           | 0                           | 0                           | 0                           | 15       | 0    | 0           | 0          |   |   |   |   |   |   |   |   |
| L. Hermel       | 14            | 0             | 2             | 0             | 1                           | 0                           | 0                           | 0                           | 15       | 0    | 2           | 0          |   |   |   |   |   |   |   |   |
| A. Iashvili     | 25            | 4             | 1             | 0             | 0                           | 0                           | 0                           | 0                           | 25       | 4    | 1           | 0          |   |   |   |   |   |   |   |   |
| L. K'obiashvili | 28            | 10            | 4             | 0             | 3                           | 0                           | 1                           | 0                           | 31       | 10   | 5           | 0          |   |   |   |   |   |   |   |   |
| O. Kondé        | 24            | 0             | 4             | 0             | 3                           | 0                           | 0                           | 0                           | 27       | 0    | 4           | 0          |   |   |   |   |   |   |   |   |
| B. Kruse        | 2             | 0             | 0             | 0             | 0                           | 0                           | 0                           | 0                           | 2        | 0    | 0           | 0          |   |   |   |   |   |   |   |   |
| J. Männer       | 17            | 0             | 2             | 0             | 3                           | 2                           | 1                           | 0                           | 20       | 2    | 3           | 0          |   |   |   |   |   |   |   |   |
| S. Müller       | 22            | 3             | 2             | 0             | 1                           | 0                           | 1                           | 0                           | 23       | 3    | 3           | 0          |   |   |   |   |   |   |   |   |
| A. Ramdane      | 23            | 5             | 6             | 0             | 3                           | 1                           | 0                           | 0                           | 26       | 6    | 6           | 0          |   |   |   |   |   |   |   |   |
| J. Reinard      | 0             | 0             | 0             | 0             | 0                           | 0                           | 0                           | 0                           | 0        | 0    | 0           | 0          |   |   |   |   |   |   |   |   |
| T. Reus         | 0             | 0             | 0             | 0             | 0                           | 0                           | 0                           | 0                           | 0        | 0    | 0           | 0          |   |   |   |   |   |   |   |   |
| S. Riether      | 23            | 0             | 2             | 0             | 3                           | 0                           | 1                           | 0                           | 26       | 0    | 3           | 0          |   |   |   |   |   |   |   |   |
| D. Schumann     | 12            | 0             | 1             | 0             | 0                           | 0                           | 0                           | 0                           | 12       | 0    | 1           | 0          |   |   |   |   |   |   |   |   |
| A. Sellimi      | 3             | 0             | 0             | 0             | 0                           | 0                           | 0                           | 0                           | 3        | 0    | 0           | 0          |   |   |   |   |   |   |   |   |
| I. Tanko        | 21            | 0             | 1             | 0             | 1                           | 0                           | 0                           | 0                           | 22       | 0    | 1           | 0          |   |   |   |   |   |   |   |   |
| L. Tskitishvili | 30            | 2             | 2             | 1             | 3                           | 1                           | 0                           | 0                           | 33       | 3    | 2           | 1          |   |   |   |   |   |   |   |   |
| T. Willi        | 9             | 2             | 1             | 0             | 3                           | 0                           | 0                           | 0                           | 12       | 2    | 1           | 0          |   |   |   |   |   |   |   |   |
| A. Zeyer        | 32            | 2             | 8             | 0             | 3                           | 1                           | 0                           | 0                           | 35       | 3    | 8           | 0          |   |   |   |   |   |   |   |   |